# Граматика англійської мови
Граматика англійської мови — це сукупність структурних правил англійської мови, зокрема будови слів, словосполучень, речень і цілих текстів.
У цій статті йдеться про узагальнену сучасну стандартизовану англійську мову — форму усного й писемного мовлення, яка використовується в публічному дискурсі, зокрема в радіомовленні, освіті, розвагах, в уряді та новинах, у різних регістрах, як формальному, так і неформальному. Відхилення від описаної тут граматики трапляються в деяких історичних, соціальних, культурних і регіональних різновидах англійської мови, хоча вони менші, ніж відмінності у вимові й лексиці.
У сучасній англійській мові система слововідмінювання й відмінків індоєвропейських мов практично щезла, а натомість виникла система аналітичних конструкцій. Найкраще відмінкова словозміна збереглася в особових займенниках — залишку розгалуженої системи відмінків давньоанглійської мови. Для інших займенників та всіх іменників, прикметників й артиклів граматична функція зумовлюється лише порядком слів, прийменниками та «саксонським родовим або англійським посесивом» — присвійним відмінком, який позначається на письмі закінченням -'s.
Питання про те, скільки частин мови є в англійській мові, є дискусійним. Іноді виокремлюють вісім, дев'ять, десять, дванадцять частин мови. У цій статті розглянуто дев'ять частин мови:
- іменники
- детермінативи[en] (означальні слова)
- займенники
- дієслова
- прикметники (ад'єктиви)
- прислівники
- прийменники[en]
- сполучники
- вигуки

Найбільший клас слів утворюють іменники, другий за величиною — дієслова. На відміну від іменників у багатьох інших індоєвропейських мовах, англійські іменники не мають граматичного роду.

## Класи слів та речень
Іменники, дієслова, прикметники й прислівники називаються відкритими класами. Це означає, що вони легко збагачуються новими словами — наприклад, порівняно недавно з'явився іменник celebutante (знаменитість, яка часто буває в модних колах) та інші подібні відносно нові слова. Решта частин мови вважаються закритими класами — тобто такими, до яких нові елементи додаються вкрай рідко (наприклад, у мові дуже рідко з'являються нові займенники). Детермінативи, які історично класифікували разом із прикметниками, не завжди вважалися окремою частиною мови. Ще одним класом слів є вигуки, але про них тут не йдеться, оскільки в мові вони не є частиною структури речення або його частини.
Лінгвісти зазвичай виокремлюють дев'ять класів англійських слів: іменники, дієслова, прикметники, прислівники, займенники, прийменники, сполучники, детермінативи та вигуки. Англійські слова, як правило, не мають ознак класу слів: зазвичай за формою слова неможливо визначити, до якого класу воно належить, за винятком, до певної міри, слів із флективними закінченнями або дериваційними суфіксами. З іншого боку, більшість слів належать до більш ніж одного класу. Наприклад, слово run може бути як дієсловом (бігти), так і іменником (біг); вони вважаються двома різними лексемами. Лексеми можуть відмінюватися, виражаючи різні граматичних категорій. Лексема run має форми runs, ran, runny, runner і running. Слова одного класу іноді утворюються від слів іншого класу. Цей процес здатен призводити до появи нових слів: наприклад, від іменника aerobics утворився aerobicized.
Поєднуючись, слова утворюють фрази. Фраза зазвичай виконує ту ж функцію, що й слово з певного класу слів. Наприклад, my very good friend Peter (мій дуже хороший друг Пітер) — це фраза, яку можна вживати в реченні як іменник, тому такі фрази називаються іменниковими словосполученнями, або іменниковими зворотами. Подібним чином, прикметникові та прислівникові звороти функціонують так, ніби вони є прикметниками або прислівниками, але з іншими типами зворотів термінологія має інше значення. Наприклад, дієслівний зворот складається з дієслова разом із будь-якими доповненнями та іншими залежними словами; прийменниковий зворот складається з прийменника та його доповнення (і тому зазвичай є типом прислівникового звороту); а детермінативний зворот — це різновид іменникового звороту, який містить означення.

### Іменники
Існує чимало суфіксів, які утворюють іменники від інших іменників або від слів інших типів, як-от -age (shrinkage), -hood (sisterhood) тощо; з іншого боку, багато іменників є базовими формами, які не мають суфіксів (cat, grass, France). Крім того, іменники утворюються шляхом конверсії дієслів і прикметників — наприклад, talk (розмовляти та розмова) та reading (читати, читання).
Іменники іноді поділяють семантично, тобто за їхнім значенням, на власні (Cyrus, China) та загальні (frog, milk) або як конкретні (book, laptop) та абстрактні (embarrassment, prejudice). Граматично іменники часто поділяють на злічувані, тобто які можна порахувати (clock, city), та незлічувані, або масові (milk, decor). Деякі іменники можуть функціонувати і як злічувані, і як незлічувані, як-от wine у реченні «This is a good wine».
Злічувані іменники зазвичай мають форми однини й множини. У більшості випадків множина утворюється від однини додаванням суфікса -[e]s (dog → dogs, bush → bushes), хоча існують і форми, які утворюються не за правилами (woman → women, foot → feet), зокрема випадки, коли словоформи однини й множини ідентичні (sheep, series). Докладніше про це див. у статті Множина в англійській мові. Деякі іменники в однині можуть сполучатися з дієсловами у множині, як у реченні The government were... — тут під урядом розуміють сукупність людей, які входять до складу уряду. Це форма синезису; вона більш поширена в британській, ніж в американській англійській мові.
Англійські іменники не мають відмінкових закінчень, притаманних багатьом іншим мовам, але мають присвійні форми, утворювані шляхом додавання закінчення -'s (John's, children's) або просто апострофа (без змін у вимові), якщо множина утворюється від іменника, який закінчується на -[e]s (the dogs' owners), а іноді й інших слів, які закінчуються на -s (Jesus' love). Це закінчення може застосовуватися також до іменникових груп (наприклад, the man you saw yesterday's sister — «сестра чоловіка, з яким ви бачилися вчора»). Присвійна форма може вживатися як означення (Manyanda's cat) або як іменниковий зворот (Manyanda's is the one next to Jane's).
Статус посесиву як афікса або клітики є предметом дискусій. Він відрізняється від словозміни іменників у таких мовах, як німецька, тим, що закінчення родового відмінка може приєднуватися до останнього слова цілої фрази. Щоб врахувати цю особливість, посесив можна аналізувати, наприклад, як клітичну конструкцію («енклітична постпозиція») або як флексію останнього слова фрази («крайова флексія»).

#### Іменникові звороти
Іменникові звороти — це словосполучення, які граматично функціонують у реченнях як іменники, — наприклад, як підмет або додаток дієслова. Головним словом більшості іменникових зворотів є іменник.

Англійський іменниковий зворот зазвичай має таку форму (не всі елементи обов'язково повинні бути присутніми):
Детермінатив + початкові означення + іменник + кінцеві означення/доповнення
У цій структурі:
- Детермінативом може бути артикль (the, a[n]) або інше еквівалентне слово (див. далі). У багатьох випадках іменниковий зворот повинен містити певний детермінатив.
- До початкових означень належать прикметники та деякі прикметникові звороти[en] (наприклад, red, really lovely), а також іменникові визначення[en] (наприклад, college у словосполученні the college student). Прикметникові означення зазвичай стоять перед іменниковими визначеннями.
- Доповненням[en] або кінцевим означенням[en][16] може виступати прийменниковий зворот (…of London), визначальний підрядний зворот[en] (наприклад, …which we saw yesterday), певні прикметникові або дієприкметникові звороти (…sitting on the beach), або підрядне речення чи інфінітивний зворот, який відповідає іменнику (наприклад, …that the world is round після іменника, як-от fact or statement, або …to travel widely після іменника, як-от desire).

Прикладом іменникового звороту, який містить усі вищезгадані елементи, — that rather attractive young college student to whom you were talking (букв.: «той досить привабливий молодий студент коледжу, з яким ви розмовляли»). Тут:
- that — детермінатив
- rather attractive і young — прикметникові початкові означення
- college — іменникове визначення
- student — іменник, який виконує роль головної частини речення
- to whom you were talking — кінцеве означення (у цьому випадку — визначальний підрядний зворот).

Зверніть увагу на порядок розташування початкових означень: означення that має стояти на першому місці, а іменниковий додаток college — після прикметникових означень.
На різних рівнях в іменникових зворотах можуть використовуватися сурядні сполучники and (і), or (або) та but (але), наприклад (див. також нижче):
- John, Paul, and Mary; the matching green coat and hat
- a dangerous but exciting ride
- a person sitting or standing up.

Іменникові звороти також можуть бути розміщені в прикладку — коли два послідовні звороти стосуються того ж слова — наприклад, that president, Abraham Lincoln, … (тут і that president, і Abraham Lincoln опинилися у прикладці). У деяких контекстах те саме можна виразити прийменниковим зворотом, наприклад the twin curses of famine and pestilence (букв: подвійне прокляття голоду й пошесті) — мається на увазі the twin curses (подвійне прокляття), яким є famine and pestilence (голод і пошесть).
До особливих форм іменникових зворотів належать:
- звороти, утворені за допомогою детермінатива the з прикметником у множині, як-от the homeless (бездомні загалом), the English (англійці загалом);
- звороти із займенником, а не іменником у ролі головної частини речення (див. нижче);
- звороти, які складаються лише з посесива[en];
- інфінітив або герундій у певних позиціях;
- деякі словосполучення, як-от із займенником that та підрядні звороти[en] на кшталт what he said, у певних позиціях.

#### Роди іменників
Система граматичних родів, у рамках якої кожний іменник має чоловічий, жіночий або середній рід, існувала в давньоанглійській мові, але вже в середньоанглійський період вийшла з ужитку. Сучасна англійська мова зберігає зв'язок із біологічною статтю — зокрема, позначає займенниками he і she осіб і тварин тієї чи іншої статі, а також деякі інші займенники (насамперед it) для позначення об'єктів без статі. Утім, займенниками жіночого роду іноді позначають кораблі (рідше літаки та аналогічну техніку) і національні держави.
На деякі аспекти використання роду в англійській мові вплинув рух до надання переваги гендерно-нейтральній мові. Назви тварин в англійській мові є іменниками трьох родів: вони можуть замінятися займенниками чоловічого, жіночого та середнього роду. Переважна більшість іменників в англійській мові не мають роду, але деякі іменники зберегли рід (наприклад, ewe, sow, rooster) та похідні афікси (наприклад, widower, waitress), які позначають стать:
| Чоловічий рід | Жіночий рід | Нейтральний рід |
| ------------- | ----------- | --------------- |
| man           | woman       | adult           |
| boy           | girl        | child           |
| husband       | wife        | spouse          |
| actor         | actress     | performer       |
| rooster       | hen         | chicken         |

Іменники, які стосуються ролі або професій людей, можуть позначати суб'єктів як чоловічого, так і жіночого роду — наприклад, cousin (двоюрідний брат, двоюрідна сестра), teenager (підліток), teacher (вчитель, вчителька), doctor (лікар, лікарка), student (студент, студентка), friend (друг, подруга), colleague (колега).
- Jane is my friend. She is a dentist. — Джейн — моя подруга. Вона стоматолог.
- Paul is my cousin. He is a dentist. — Пол — мій двоюрідний брат. Він стоматолог.

Часто гендерну відмінність цих нейтральних іменників демонструють, додаючи слова male or female.
- Sam is a male nurse. — Сем — медбрат (чоловік).
- No, he is not my boyfriend; he is just a male friend. — Ні, він не мій хлопець, він просто друг (чоловік).
- I have three female cousins and two male cousins. — У мене є три двоюрідні сестри (кузини) і два двоюрідні брати (кузени).

Рідко іменники, що ілюструють речі, які не мають без статі, для надання їм фамільярності сполучають із гендерним займенником. Також типовим є використання гендерно-нейтрального займенника it.
- I love my car. She is my greatest passion. — Я люблю свою машину. Вона — моя найбільша пристрасть.
- France is popular with her neighbors at the moment. — Франція зараз популярна серед її сусідів.
- I traveled from England to New York on the Queen Elizabeth; she is a great ship. — Я подорожував з Англії до Нью-Йорка на «Королеві Єлизаветі»; вона — чудовий корабель.

### Детермінативи
Англійські детермінативи — відносно невеликий клас слів. До них належать:
- артиклі the та a (an);
- деякі вказівні[en] й питальні[en] слова, як-от this, that та which;
- присвійні[en] слова, як-от my та whose (роль детермінатива також можуть відігравати присвійні форми іменників, як John's, the girl's тощо);
- слова-квантифікатори, як-от all, some, many, various;
- числівники (one, two тощо).

Існує також багато словосполучень, які можуть відігравати роль означень, — наприклад, a couple of.
За допомогою детермінативів утворюють іменникові словосполучення (див. вище). Багато слів, які виконують роль детермінативів, можуть також використовуватися як займенники (this, that, many тощо).
Детермінативи можуть вживатися в певних комбінаціях, наприклад, all the water (уся вода) і the many problems (багато проблем).
У багатьох контекстах іменниковий зворот має бути доповнений артиклем або іншим детермінативом. Граматично неправильно казати просто cat sat on table; треба казати my cat sat on the table. Найпоширеніші ситуації, у яких повний іменниковий зворот можна утворити без детермінатива, — це коли він стосується цілого класу або поняття (наприклад, dogs are dangerous або beauty is subjective), а також коли це ім'я або назва (Jane, Spain тощо). Докладніше це обговорюється в статті про англійські артиклі.

### Займенники
Займенники — відносно невеликий закритий клас слів, які функціонують замість іменників або іменникових зворотів. До них належать особові, вказівні, відносні, питальні займенники та деякі інші, переважно невизначені займенники. Повний перелік займенників англійської мови представлений у наведеній нижче таблиці. Нестандартні, неформальні й архаїчні форми виділені курсивом.
|             |                       |                       | Називний                                | Знахідний              | Зворотний займенник                    | Незалежний родовий         | Залежний родовий                                               |
| (підмет)    | (доповнення)          |                       | (посесив)                               | (посесив)              |                                        |                            |                                                                |
| ----------- | --------------------- | --------------------- | --------------------------------------- | ---------------------- | -------------------------------------- | -------------------------- | -------------------------------------------------------------- |
| Перша особа | Однина                | Однина                | I                                       | me                     | myself                                 | mine                       | my mine (перед голосним) me (особл. у британській англійській) |
| Перша особа | Множина               | Множина               | we                                      | us                     | ourselves ourself                      | ours                       | our                                                            |
| Друга особа | Однина                | Стандартна форма      | you                                     | you                    | yourself                               | yours                      | your                                                           |
| Друга особа | Однина                | Архаїчна форма        | thou                                    | thee                   | thyself                                | thine                      | thy thine (перед голосним)                                     |
| Друга особа | Множина               | Стандартна форма      | you                                     | you                    | yourselves                             | yours                      | your                                                           |
| Друга особа | Множина               | Архаїчна форма        | ye                                      | you                    | yourselves                             | yours                      | your                                                           |
| Друга особа | Множина               | Нестандартна форма    | ye you all y'all youse тощо (див. вище) | ye you all y'all youse | yeerselves y'all's (або y'alls) selves | yeers y'all's (або y'alls) | yeer y'all's (або y'alls)                                      |
| Третя особа | Однина                | Чоловічий рід         | he                                      | him                    | himself                                | his                        | his                                                            |
| Третя особа | Однина                | Жіночий рід           | she                                     | her                    | herself                                | hers                       | her                                                            |
| Третя особа | Однина                | Середній рід          | it                                      | it                     | itself                                 | its                        | its                                                            |
| Третя особа | Однина                | Спільний рід          | they                                    | them                   | themselves themself                    | theirs                     | their                                                          |
| Третя особа | Множина               | Множина               | they                                    | them                   | themselves                             | theirs                     | their                                                          |
| Загальний   | Стандартна форма      | Стандартна форма      | one                                     | one                    | oneself                                |                            | one's                                                          |
| Загальний   | Неформальна форма     | Неформальна форма     | you                                     | you                    | yourself                               | your                       | your                                                           |
| Wh-         | Відносні й питальні   | Для живих істот       | who                                     | whom who               |                                        | whose†                     | whose                                                          |
| Wh-         | Відносні й питальні   | Для неживих істот     | what                                    | what                   |                                        |                            |                                                                |
| Wh-         | Тільки відносна форма | Тільки відносна форма | which                                   | which                  |                                        |                            |                                                                |
| Взаємні     | Взаємні               | Взаємні               |                                         | each other one another |                                        |                            |                                                                |
| Дейксис     | Дейксис               | Дейксис               | there it                                | it                     |                                        |                            |                                                                |

† Тільки в запитаннях.

#### Особові займенники
Особові займенники сучасної стандартної англійської мови наведені в таблиці вище, — це I, you, she, he, it, we та they. Вони називаються особовими не тому, що вказують на осіб (це риса й інших типів займенників), а тому, що вони є складниками системи граматичних осіб (1-ша, 2-га та 3-тя особи).
Форми 2-ї особи, як-от you, вживаються як в однині, так і в множині. На півдні Сполучених Штатів як форма множини використовується y'all (ви всі); в інших місцях вживаються різні інші словосполучення, як-от you guys (ви, хлопці). Однину також позначають архаїчні займенники 2-ї особи thou, thee, thyself, thy, thine, які досі вживаються під час релігійних служб і які можна побачити в давніх творах, наприклад у Шекспіра, — у таких текстах цей набір займенників для позначення множини або однини у вигляді формальної ввічливої форми. You може також вживатися як невизначений займенник, який позначає особу загалом (загальне you), порівняно з більш формальною альтернативою one (рефлексивна форма — oneself, присвійна — one's).
Форми 3-ї особи однини диференціюються відповідно до статі референта, який вони позначають. Наприклад, займенник she (вона) позначає жінку, іноді тварину жіночої статі, а іноді об'єкта, якому приписують жіночі характеристики — наприклад, корабель або країну (останній факт є незвичним для англійської мови, у якій майже всі іменники, які позначають неживих істот, а також тварин, мають середній рід). Чоловік, а іноді й тварина чоловічої статі, позначається займенником he (він). У решті випадків найчастіше вживається займенник it (воно) (див. статтю Гендер в англійській мові). Слово it може також використовуватися як фіктивний підмет, який позначає абстрактні поняття, як-от час, погода тощо, або як фіктивний об'єкт дієслова чи прийменника.
Форма 3-ї особи they вживається до референтів як у множині, так і в однині. Історично вживання they як форми однини обмежувалося конструкціями з узагальнювальними квантифікаторами на кшталт Each employee should clean their desk (Кожен працівник повинен прибирати свій стіл) та посиланнями, коли стать референта невідома. Однак нині його дедалі частіше вживають, коли стать референта не має значення або коли референт не є ні чоловіком, ні жінкою.
Присвійні детермінативи, як-от my, вживаються як детермінативи разом з іменниками, наприклад: my old man, some of his friends. Другі присвійні форми, як-от mine, вживаються, коли вони не визначають іменник: як займенники (mine is bigger than yours) і як присудки (this one is mine). Зверніть увагу також на конструкцію a friend of mine (що означає «той, хто є моїм другом»). Докладніше про це див. у статті «Посесив в англійській мові».

#### Вказівні займенники
Вказівні займенники в англійській мові — this (множина these) і that (множина those), як-от у реченнях these are good, I like that. Усі ці чотири слова можуть також використовуватися як детермінативи (після них ставляться іменники), як-от those cars. Крім того, вони можуть утворювати альтернативні займенникові вирази this/that one, these/those ones.

#### Питальні займенники
Питальні займенники — це who, what та which (до кожного з них може додатися підсилювальний суфікс -ever).
Займенник who вказує на особу або людей; він має зворотну форму whom (хоча в неформальному спілкуванні його зазвичай замінюють на who) і присвійну форму whose (займенник або детермінатив «чий»).
Займенник what вказує на предмети або абстракції.
За допомогою займенника which запитують про вибір з певного конкретного набору альтернативи: which (of the books) do you like best? («Яка з книг подобається тобі найбільше?»). Воно також може бути питальним означенням: which book? («яка (саме) книга?»). Від нього можуть утворюватися альтернативні займенникові вирази which one («котрий») та which ones («котрі»).
Займенники which, who та what можуть бути як в однині, так і в множині, хоча who та what часто вживаються в однині незалежно від передбачуваної кількості об'єктів, на яку вони вказують. Докладніше про це див. у статті Who.

У давньо- та середньоанглійській мовах ролі цих трьох слів відрізнялися від нинішніх:
Питальний займенник hwā «хто, що» мав лише форми однини, а також мав тільки середній і не-середній рід, причому форма називного відмінка середнього роду була hwæt.
Зауважте, що середній і не-середній рід належать до тогочасної граматичної системи родів, а не до так званої нинішньої природної системи родів. Невеликим пережитком цього є здатність відносного (але не питального) займенника whose вказувати на неістот — наприклад, the car whose door won't open («машина, двері якої не відчиняються»).
Усі питальні займенники можуть також використовуватися як відносні, хоча таке використання досить обмежене (докладніше про це див. нижче).

#### Відносні займенники
Основні відносні займенники в англійській мові — who (з похідними формами whom та whose), which та that (деякі лінгвісти вважають, що в таких реченнях він є комплементатором, а не відносним займенником).
Відносний займенник which вказує на речі, а не на осіб, як-от у реченні the shirt, which used to be red, is faded («сорочка, яка була червоною, зблякла»). На позначення осіб вживається займенник who: the man who saw me was tall («чоловік, який мене побачив, був високого зросту»). Форма непрямого відмінка від слова who — це whom, як у реченні the man whom I saw was tall («чоловік, якого я бачив, був високим»), хоча в неофіційному спілкуванні замість whom зазвичай вживають who.
Присвійна форма who («хто») — whose («чий»), наприклад, the man whose car is missing («людина, чия машина зникла»). Однак вживання whose не обмежується особами: можна сказати an idea whose time has come («ідея, чий час настав»).
Слово that як відносний займенник зазвичай вживається лише в обмежувальних відносних зворотах (на відміну від which і who, які можуть вживатися як в обмежувальних, так і в необмежувальних реченнях). Воно може стосуватися як живих осіб, так і предметів, і не може стояти після прийменника. Наприклад, можна сказати the song that [або which] I listened to yesterday («пісня, яку я слухав учора»), але не можна — the song to which [а не to that] I listened yesterday. Відносний займенник that зазвичай вимовляється з нейтральною голосною (schwa), а отже, відрізняється від вказівного that. Якщо займенник that не є підметом відносного звороту, його можна опустити: the song that I listened to yesterday → he song I listened to yesterday («пісня, яку я слухав учора»).
Слово what може використовуватися для утворення вільного відносного звороту (free relative clause) — у якому немає підмета і який слугує повноцінним іменниковим зворотом, як-от I like what he likes. Аналогічно можуть вживатися слова whatever та whichever — у ролі займенників (whatever he likes) або означень (whichever book he likes). Коли йдеться про осіб, аналогічно можуть вживатися who і whom, а також whoever і whomever).

#### Займенникthere
У деяких реченнях слово there вживається як займенник, виконуючи роль фіктивного підмета, — як правило, неперехідного дієслова. «Логічний підмет» дієслова тоді з'являється як комплемент після дієслова.
Таке вживання займенника there найчастіше трапляється з формами дієслова be в екзистенційних підрядних реченнях, коли йдеться про наявність або існування чогось. Приклади:
- There is a heaven. — Небеса існують (Там [є] небеса).
- There are two cups on the table. — На столі стоять [є] дві чашки.
- There has been a lot of problems lately. — Останнім часом виникло [є] багато проблем

Займенник there також можна вживати з іншими дієсловами:
- There exist two major variants. — Існує два основних варіанти.
- There occurred a very strange incident. — Стався дуже дивний випадок.

Фіктивний підмет отримує число (однину або множину) логічного підмета (комплемента), а отже, він приймає дієслово у множині, якщо комплемент у множині. Утім, у неформальній англійській мові стягнена форма there's часто використовується і як однина, і як множина.
Фіктивний підмет може зазнавати інверсії:
- Is there a test today?
- Never has there been a man such as this.

Він також може з'являтися без відповідного логічного підмета, у коротких реченнях і розділових запитаннях:
- There wasn't a discussion, was there? There was.

Слово there у таких реченнях іноді трактують не як займенник, а як прислівник або як несправжній присудок, проте його сприйняття як займенника найбільше узгоджується з його поведінкою в інвертованих реченнях та розділових запитаннях, як описано вище.
Оскільки слово there може бути також дейктичним прислівником (що означає «у тому місці»), речення на кшталт There is a river може мати одне з двох значень: «річка існує» (де there — це займенник) та «річка розташована в тому місці» (де there — прислівник). У мовленні прислівник there матиме наголос, а займенник — ні, адже займенник часто вимовляється як слабка форма [ðə(r)].

#### Взаємні займенники
Взаємні займенники в англійській мові — це each other та one another. Хоча вони складаються з двох слів, їх краще сприймати як єдині слова. Чіткої різниці в їхніх значеннях і вживанні немає. Їх вживання, як і вживання зворотних займенників, обмежене контекстом, де їм передує антецедент: взаємні займенники повинні з'являтися в тому ж реченні або звороті, що й антецедент.

#### Інші
Інші займенники в англійській мові часто збігаються за формою з детермінативами (особливо квантифікаторами), як-от many, a little тощо. Іноді займенник набуває іншої форми, як у випадку з none (відповідає квантифікатору no), nothing, everyone, somebody тощо. Багато прикладів наведено як неозначені займенники. Іншим неозначеним (або безособовим) займенником є one (з його рефлексивною формою oneself та присвійною one's), який є більш формальною альтернативою загальному you.

### Дієслова

#### Форми дієслів
Основна форма дієслова в англійській мові, як правило, не має специфічного закінчення, хоча є певні суфікси, які часто використовуються для утворення дієслів, як-от -ate (formulate), -fy (electrify) та -ise/ize (realise/realize). У багатьох дієслів також є префікси, як-от un- (unmask), out- (outlast), over- (overtake), under- (undervalue) та ін. Крім того, дієслова можуть утворюватися від іменників і прикметників шляхом нульової деривації, як, наприклад, дієслова snare, nose, dry, calm тощо.
У більшості дієслів є три або чотири словоформи на додаток до основної:
- форма третьої особи однини теперішнього часу на -(e)s (writes, catches);
- дієприкметник теперішнього часу (present participle) та герундій на -ing (writing);
- минулий час (wrote);
- дієприкметник минулого часу (past participle) (written), форма якого часто збігається з формою минулого часу.

У правильних дієслів форми минулого часу (past tense) та дієприкметника минулого часу (past participle) збігаються: вони обидві мають закінчення -ed, але існує близько 100 неправильних дієслів англійської мови, у яких ці форми різні (див. список). Дієслова have, do і say також мають неправильні форми третьої особи теперішнього часу (has, does [dʌz], says [sɛz]). Найбільшу кількість неправильних форм має дієслово be: у теперішньому часі — am, is, are, у минулому часі — was і were, дієприкметник минулого часу — been).
Те, що в англійській мові зазвичай називають часом (іноді видом) дієслова, найчастіше утворюється за допомогою допоміжних дієслів. Окрім того, що називається простим теперішнім (Present Simple — write, writes) і простим минулим часом (Past Simple — wrote), існують також неперервні (прогресивні) форми (Present/Past Continuous — am/is/are/was/were writing), перфектні (Present/Past Perfect — have/has/has written) та перфектні неперервні (Present/Past Perfect Continuous — have/has/had been writing), форми майбутнього часу (will write, will be writing, will have written, will have been writing) і умовні форми (так зване «майбутнє в минулому») — тобто форми, еквівалентні формам майбутнього часу, але з дієприкметником would замість will. У першій особі замість допоміжних дієслів will і would іноді вживають shall і should. Докладніше про вживання різних дієслівних форм див. у статтях Дієслова в англійській мові та Синтаксис речення в англійській мові.
Основна форма дієслова (be, write, play) використовується як інфінітив, хоча в багатьох синтаксичних конструкціях є також «to-інфінітив» (to be, to write, to play). Існують також інфінітиви, що відповідають іншим видам дієслова: (to) have written, (to) be writing, (to) have been writing. Наказовий спосіб другої особи ідентичний до (основного) інфінітива; інші наказові форми можуть утворюватися за допомогою дієслова let (let us go або let's go; let them eat cake).
У певних контекстах форма, ідентична до інфінітива, може використовуватися як кон'юнктив теперішнього часу:
- It is important that he follow them or … that he be committed to the cause. — Важливо, щоб він дотримувався їх або… був відданий справі.

Існує також кон'юнктив минулого часу (відрізняється від Past Simple лише можливим вживанням were замість was), який використовується в деяких умовних реченнях і подібних: if I were (або was) rich…; if he to arrive now…; I wish she were (або was) here. Докладніше про це див. у статті Кон'юнктив в англійській мові.
Пасивний стан утворюється за допомогою дієслова be у відповідному часі й формі з дієприкметником минулого часу відповідного дієслова: cars are driven, he was killed, I am being tickled, it is nice to be pampered тощо. Виконавець дії може бути представлений у прийменниковому звороті з прийменником by — наприклад, they were killed by the invaders.

#### Модальні дієслова
Модальні дієслова вказують на стан, імовірність, можливість, необхідність, зобов'язання або здатність, які виражають ставлення чи висловлювання мовця або автора. До англійських модальних дієслів належать can, could, may, might, must, shall, should, will, would, а також ought (to), had better і, у деяких випадках, dare і need. Вони не відмінюються ні за особами, ні за числами, не вживаються поодинці і не мають форм ні інфінітива, ні дієприкметника (хіба що в ролі синонімів, як-от be/being/been able (to) для модальних дієслів can/could). Модальні дієслова вживаються з основною інфінітивною формою дієслова (I can swim, He may be killed, We dare not move, Do they need to go?), за винятком ought, який потребує частки to (you ought to go).
Зв'язка дієслова be, а також модальні дієслова та інші англійські допоміжні дієслова утворюють окремий клас, який іноді називають «спеціальними дієсловами» або просто «допоміжними» (auxiliaries). Їхній синтаксис відмінний від звичайних основних дієслів, особливо в тому, як вони утворюють питальні (шляхом простої інверсії з підметом) та заперечні (додаванням частки not після дієслова) речення: Could I …? I could not …
Крім уже згаданих, до цього класу можна додати used to (хоча зустрічаються також форми Did he use to…? і He didn't use to…), а іноді навіть have, коли воно є не допоміжним, а основним дієсловом (вживання на кшталт Have you a sister? і He hadn't a clue можливі, хоча їх поширеність зменшується). До цього класу належить також допоміжне дієслово do (does, did): воно вживається з основним інфінітивом інших дієслів (які не належать до класу «спеціальних») для утворення питальних і заперечних форм, а також емфатичних форм (Do I like you?; He doesn't speak English; We did close the fridge). Детальніше про це див. у статті Do-підтримка.
Деякі форми зв'язок і допоміжних слів часто набувають скорочених форм, як-от I'm замість I am, you'd замість you would або you had, John's замість John is. Їхні заперечні форми з наступним not теж часто скорочуються (див. нижче розділ Заперечення).

#### Дієслівні групи
Дієслово разом із залежними від нього словами, за винятком підмета, можна визначити як дієслівну групу. Це поняття визнається не в усіх теоріях граматики: у граматиці залежностей відкидають концепцію фінітних дієслівних груп як компонентів речення і вважають, що підмет також є залежним від дієслова (докладніше про це див. у статті Дієслівна група). Дієслівна група, утворена фінітним дієсловом, може також називатися присудком. Залежними можуть бути додатки, доповнення та означення (прислівники або прислівникові звороти). В англійській мові додатки й доповнення майже завжди стоять після дієслова; прямий додаток передує іншим доповненням, як-от прийменниковий зворот, але якщо є також непрямий додаток, виражений без прийменника, то він передує прямому додатку: give me the book, але give the book to me. Прислівникові означення зазвичай стоять після підмета, хоча можливі й інші позиції (див. нижче розділ Прислівники). Деякі комбінації дієслів-означень, особливо якщо вони мають самостійне значення (наприклад, take on і get up), утворюють окремий тип дієслів — фразові дієслова.
Докладніше про це див. у статті Синтаксис зворотів в англійській мові, а також Нефінітні звороти, де йдеться про дієслівні звороти, утворені нефінітними дієслівними групами, як-от інфінітиви та дієприкметники.

### Прикметники
Англійські прикметники, як і інші класи слів, у загальному випадку не можна ідентифікувати за формою слова, хоча багато з них утворюються від іменників або інших слів шляхом додавання суфікса, наприклад, -al (habitual), -ful (blissful), -ic (atomic), -ish (impish, youngish), -ous (hazardous) тощо; або від інших прикметників за допомогою префікса: disloyal, irredeemable, unforeseen, overtired.
Прикметники можуть вживатися атрибутивно, як частина іменникового звороту (майже завжди перед іменником, який вони характеризують; винятки див. у статті Прикметник у постпозиції), як-от the big house, або предикативно, як-от the house is big. Деякі прикметники обмежуються тим чи іншим вживанням; наприклад, drunken зазвичай є атрибутивним (a drunken sailor), тоді як drunk — зазвичай предикативний (the sailor was drunk).

#### Ступені порівняння прикметників
Багато прикметників мають форми вищого та найвищого ступенів порівняння, які утворюються за допомогою закінчень -er та -est, — наприклад, від основної форми fast (швидкий) утворюються faster (швидший) і fastest (найшвидший). Правила правопису регламентують застосування суфіксальних прикметників у такий же спосіб, як і звичайне утворення форм минулого часу: як і закінчення -ed, закінчення -er і -est додаються з подвоєнням попередньої приголосної (від big утворюються bigger і biggest, із подвоєнням g) та зміною y на i після приголосних (від happy утворююються happier і happiest).
Існує кілька прикметників, вищий і найвищий сступені порівняння від яких утворюються не за правилами:
- Good (хороший) — better (кращий) — best (найкращий)
- Bad (поганий) — worse (гірший) — worst (найгірший)
- Far (далекий) — farther або further (дальший) — farthest або furthest (найдальший).

Прикметник old (старий), окрім звичайних ступенів порівняння older (старіший) і oldest (найстаріший), має також неправильні форми elder і eldest, які, як правило, вживають, коли йдеться про братів і сестер та в деяких інших випадках; українською їх зазвичай перекладають «старший» і «найстарший». Про ступені порівняння прислівників див. розділ Прислівники.
Однак багато прикметників, особливо довших і рідше вживаних, не мають відмінюваних форм вищого і найвищого ступенів порівняння. Натомість вони утворюють їх за допомогою слів more та most, як-от beautiful — more beautiful — most beautiful. Цей спосіб утворення ступенів іноді використовують навіть для прикметників, для яких існують відмінювані форми.
Деякі прикметники класифікуються як такі, що не утворюють ступенів порівняння (ungradable). Ними позначають властивості, які неможливо порівняти за ступенем — тобто ті, як просто наявні або не наявні, наприклад pregnant (вагітна), dead (мертвий), unique (унікальне). Форми вищого і найвищого ступенів таких прикметників зазвичай не вживають — хіба що в образному, гумористичному або неточному контексті. Крім того, з такими прикметниками зазвичай не вживають модифікатори ступеня, як-от very і fairly, хоча з деякими з них ідіоматично вживають прислівники, як-от completely. Ще один тип прикметників, які іноді вважають такими, що не утворюють ступенів порівняння, — ті, що позначають крайній ступінь певної властивості, наприклад, delicious and terrified.

#### Прикметникові звороти
Прикметниковий зворот — це словосполучення, яке в реченні поводиться як прикметник. Зазвичай воно складається з одного прикметника як стрижневого слова, до якого можуть додаватися означення та доповнення.
Прикметники можуть змінюватися шляхом додання попереднього прислівника або прислівникового звороту: very warm (дуже теплий), truly imposing (справді імпозантний), more than a little excited (більш ніж трохи схвильований). Прикметнику може також передувати іменник або кількісний вираз: fat-free (знежирений, букв.: вільний від жиру), two-meter-long (двометровий).
Доповнення після прикметника можуть містити:
- прийменникові звороти[en]: proud of him (гордий ним), angry at the screen (злий на екран), keen on breeding toads (захоплений розведенням жаб);
- інфінітивні звороти: anxious to solve the problem (схвильований усуненням проблеми), easy to pick up (легкий на підйом);
- обставинні звороти[en], тобто звороти зі словом that та деякі інші: certain that he was right (впевнений у своїй правоті), unsure where they are (не певний [про те], де вони);
- після порівняльних зворотів, словосполучень або речень зі словом than: better than you (кращий, ніж ти), smaller than I had imagined (менший, ніж я уявляла).

Прикметниковий зворот може містити як модифікатори перед прикметником, так і означення після нього, наприклад very difficult to put away (такий, який дуже важко прибрати).
Прикметникові звороти, у яких прикметник супроводжується доповненням, зазвичай не вживають як атрибутивні прикметники перед іменником. Іноді їх вживають атрибутивно після іменника, як-от: a woman proud of being a midwife (жінка, горда тим, що вона акушерка); такі прикметники можна перетворити на відносні речення: a woman who is proud of being a midwife (жінка, яка пишається тим, що вона акушерка), але неправильно казати a proud of being a midwife woman (гордість бути жінкою-акушеркою). З цього правила є винятки — дуже короткі і часто усталені фрази, як-от easy-to-use (простий у використанні). Деякі доповнення допускають перенесення в позицію після іменника, при цьому прикметник залишається перед іменником, як-от: a better man than you (кращий за тебе чоловік), a hard nut to crack («міцний горішок», букв.: складний горішок для розбиття).
Деякі атрибутивні прикметникові звороти утворюються від інших частин мови без стрижневого прикметника, як-от: a two-bedroom house (будинок із двома спальнями, букв.: двоспальневий будинок), a no-jeans policy (політика недопущення джинсів, букв.: безджинсова політика).

### Прислівники

#### Функції прислівників
Прислівники виконують широкий спектр функцій. Зазвичай вони модифікують дієслова (або дієслівні групи), прикметники (або прикметникові звороти) та інші прислівники (або прислівникові звороти). Однак прислівники іноді також виступають кваліфікаторами:
- іменникових зворотів[en]: only the boss (тільки бос); quite a lovely place (досить миле місце);
- займенників і детермінативів[en]: almost all (майже всі);
- прийменникових зворотів[en]: halfway through the movie (на половині фільму);
- цілих речень, виконуючи роль контекстуального коментаря або вказуючи на ставлення: Frankly, I don't believe you (Чесно кажучи, я вам не вірю)[52].

Крім того, прислівники можуть вказувати на зв'язок між реченнями: He died, and consequently I inherited the estate (Він помер і, відповідно, я успадкував маєток).

#### Способи утворення прислівників
Багато прислівників в англійській мові утворюються від прикметників шляхом додавання закінчення -ly, як-от hopefully, widely, theoretically (докладніше про правопис та етимологію див. у статті Суфікс -ly в англійській мові). Деякі слова можна вживати і як прикметники, і як прислівники, наприклад, fast, straight, hard; це так звані прислівники без граматичного показника (flat adverbs). Раніше в офіційному вжитку допускалося більше прислівників без граматичного показника; багато з них збереглися в ідіомах та розмовній мові (That's just plain ugly.). Деякі прикметники теж можуть вживатися як прислівники, коли насправді вони характеризують предмет (The streaker ran naked, а не The streaker ran nakedly). Прикметнику good відповідає прислівник well (зверніть увагу, що прикметник bad утворює прислівник badly за звичайними правилами, хоча в деяких фразах іноді вживається ill).
Існує багато прислівників, які не є похідними від прикметників, зокрема прислівники часу, частоти, місця, ступеня та інших значень: just, quite, so, soon, very, too тощо. До суфіксів, які зазвичай утворюють прислівники від іменників, належать -ward[s] (homeward[s]) та -wise (lengthwise).
Прислівники також утворюються додаванням суфікса -ly до дієприкметників. Наприклад, прикметник теперішнього часу according утворює прислівник accordingly, а прикметник минулого часу repeated утворює прислівник repeatedly.

#### Ступені порівняння прислівників
Більшість прислівників утворюють форми вищого й найвищого ступенів порівняння за допомогою слів more та most:
- often → more often → most often;
- smoothly → more smoothly → most smoothly

(див. також порівняння прикметників, вище). Однак деякі прислівники утворюють форми вищого і найвищого ступенів порівняння неправильним шляхом:
- much → more → most;
- a little → less → least;
- well → better → best;
- badly → worse → worst;
- far → further (farther) → farthest (farthest)

або наслідують правильну флексію прикметників:
- fast → faster → fastest;
- soon → sooner → soonest

тощо.

#### Положення прислівників у реченні
Прислівники, що вказують на спосіб дії, зазвичай ідуть після дієслова та його об'єктів (We considered the proposal carefully), хоча можливі й інші позиції (We carefully considered the proposal). Багато прислівників, що характеризують частоту, ступінь, впевненість тощо (як-от often, always, almost, probably та інші, як-от just), як правило, ідуть перед дієсловом (They usually have chips), хоча якщо є допоміжне або інше «спеціальне дієслово» (див. вище розділ «Дієслова»), то нормальна позиція для таких прислівників — після цього спеціального дієслова (або після першого з них, якщо їх кілька):
- I have just finished the crossword.
- She can usually manage a pint.
- We are never late.
- You might possibly have been unconscious.

Прислівники, які забезпечують зв'язок з попередньою інформацією (наприклад, next, then, however), а також ті, що розкривають контекст (наприклад, час або місце) речення, зазвичай ставлять на початку речення (Yesterday we went on a shopping expedition). Якщо дієслово має об'єкт, прислівник стоїть після об'єкта (He finished the test quickly). Якщо існує більше одного типу прислівників, вони зазвичай з'являються в такому порядку: спосіб, місце, час (His arm was hurt severely at home yesterday).
Особливим типом прислівників є прислівникові частки, які використовуються для утворення фразових дієслів (наприклад, up у pick up, on у get on та ін.). Якщо таке дієслово стосується певного об'єкта, то частка може як передувати йому, так і слідувати за ним, хоча зазвичай вона слідує за об'єктом, якщо він є займенником (pick the pen up або pick up the pen, але pick it up).

#### Прислівникові звороти
Прислівниковий зворот — це словосполучення, яке в реченні виконує роль прислівника. Прислівниковий зворот, як і описані вище прикметникові звороти, може складатися з прислівника як стрижневого слова, а також будь-яких означень (інших прислівників або прислівникових зворотів) та доповнень. Приклади: ery sleepily (дуже сонно); all too suddenly (ні з того ні з цього); oddly enough (як не дивно); perhaps shockingly for us (можливо, шокуюче для нас).
Ще один дуже поширений тип прислівникових зворотів — прийменниковий зворот, який складається з прийменника та його об'єкта: in the pool (у басейні); after two years (через два роки); for the sake of harmony (заради гармонії).

### Прийменники
Прийменники утворюють закритий клас слів, хоча існують також певні звороти, які виконують роль прийменників, наприклад, in front of (перед). Той самий прийменник може мати різні значення, часто часові, просторові й абстрактні. Багато слів, які є прийменниками, можуть також виконувати роль прислівника. Приклади поширених прийменників і прийменникових зворотів англійської мови: of, in, on, over, under, to, from, with, in front of, behind, opposite, by, before, after, during, through, in spite of, despite, between, among тощо.
Прийменник зазвичай вживають як комплемент з іменниковим зворотом. Прийменник разом із комплементом називають прийменниковим зворотом. Приклади таких зворотів: in England (в Англії), under the table (під столом), after six pleasant weeks (після шести приємних тижнів), between the land and the sea (між землею і морем). Прийменниковий зворот може вживатися:
- як комплемент або постмодифікатор іменника в іменниковому звороті, як-от: the man in the car (чоловік у машині), the start of the fight (початок бійки);
- як комплемент дієслова або прикметника, як-от: deal with the problem (впоратися з проблемою), proud of oneself (пишаючись собою);
- загалом як прислівниковий зворот[en] (див. вище).

В англійській мові допускається вживання «відокремлених» прийменників. Вони зустрічаються в питальних і визначальних підрядних зворотах: питальний або відносний займенник, який є комплементом до прийменника, переноситься на початок (відбувається так зване wh-перенесення), а прийменник залишається на місці. Такої структури уникають у деяких різновидах офіційної англійської мови. Наприклад:
- What are you talking about? Можливий альтернативний варіант: About what are you talking? (Про що ви говорите?).
- The song that you were listening to … Формальніше: The song to which you were listening … (Пісня, яку ви слухали).

У другому прикладі відносний займенник that можна було б опустити.
Відокремлені прийменники можуть також виникати в пасивних конструкціях та інших випадках вживання пасивних дієприкметників минулого часу, коли комплемент у прийменниковому звороті може стати нульовим — так само, як і прямий додаток дієслова: it was looked at; I will be operated on; get your teeth seen to. Те саме може статися в певних випадках використання інфінітивних словосполучень: he is nice to talk to; this is the page to make copies of.

### Сполучники
Сполучники виражають різноманітні логічні зв'язки між елементами, словосполученнями, зворотами та реченнями. Вони допомагають пов'язувати ідеї, показувати стосунки та формувати складніші речення.
Основними єднальними сполучниками в англійській мові є and, or, but, nor, so, yet і for. Вони використовуються в багатьох граматичних контекстах для зв'язку двох або більше елементів з однаковим граматичним статусом, наприклад:
- Іменникові звороти, об'єднані в довший іменниковий зворот, — наприклад, John, Eric, and Jill, the red coat or the blue one. Коли використовується and, отриманий іменниковий зворот має форму множини. Детермінатив не потрібно повторювати з окремими елементами: коректними є і the cat, the dog, and the mouse, і the cat, dog, and mouse. Те саме стосується й інших модифікаторів. (Слово but може вживатися в значенні «крім»: nobody but you).
- Прикметникові або прислівникові звороти, об'єднані в довші прикметникові або прислівникові звороти: tired but happy, over the fields and far away.
- Зв'язані дієслова або дієслівні звороти: he washed, peeled, and diced the turnips (дієслова поєднані, об'єкт той самий); he washed the turnips, peeled them, and diced them (повні дієслівні звороти, а також об'єкти, яких вони стосуються, поєднані).
- Інші еквівалентні елементи, пов'язані між собою, як-от пов'язані між собою префікси pre- and post-test counselling[83], числівники, як у two or three buildings , тощо.
- Звороти або речення, пов'язані між собою, як-от We came, but they wouldn't let us in. They wouldn't let us in, nor would they explain what we had done wrong.

Інший приклад пов'язаних речень: I like reading books, and I also enjoy watching movies.
Існують також парні сполучники, у яких, окрім основного сполучника, є додатковий елемент, що з'являється перед першим з пов'язаних елементів. Найпоширенішими парними сполучниками в англійській мові є:
- either … or …[85] (either a man or a woman), український аналог: або … або …;
- neither … nor …[86] (neither clever nor funny), українські аналоги: ні … ні …, ані … ані …;
- both … and …[87] (they both punished and rewarded them), український аналог: і … і …;
- not … but …, особливо у вигляді not only … but also …[88] (not exhausted but exhilarated, not only football but also many other sports), український аналог: не … а …, не тільки/лише … а й ….

Ще один приклад парного сполучника: Not only did I finish my homework, but I also helped my sibling.
Підрядні сполучники встановлюють зв'язок між зворотами, перетворюючи речення, у якому вони з'являються, на підрядне. Деякі найпоширеніші підрядні сполучники в англійській мові:
- сполучники часу: after, before, since, until, when, while;
- сполучники причини та наслідку: because, since, now that, as, in order that, so;
- сполучники протиставлення або поступки: although, though, even though, whereas, while;
- сполучники умови: if, unless, only if, whether or not, even if, in case (that);
- сполучник that, який утворює з'ясувальні речення[en], а також слова, які утворюють питальні з'ясувальні речення: whether, where, when, how тощо.

Підрядний сполучник зазвичай стоїть на самому початку речення, хоча багатьом із них можуть передувати уточнювальні прислівники, як-от probably because …, especially if …. Сполучник that можна опустити після певних дієслів, як-от she told us (that) she was ready. (Про вживання сполучника that у відносних реченнях див. вище розділ «Відносні займенники»).
Приклад вживання підрядного сполучника: I went to the store because I needed milk. (Я пішов до магазину, тому що мені потрібне було молоко).

### Відмінки
Хоча англійська мова майже втратила свою систему відмінків, особові займенники досі змінюються за відмінками, які є спрощеними формами називного, непрямого та присвійного відмінків:
- Називний відмінок (особові займенники: I, he, she, we, they, who, whoever), вживається з об'єктом дієслова у формі фінітного дієслова[en] та іноді для доповнення зв'язки[en].
- Непрямий відмінок (особові займенники у непрямих відмінках: me, him, her, it, us, them, whom, whomever), вживається з прямим або непрямим об'єктом дієслова, з об'єктом прийменника, з абсолютним диз'юнктом, а також іноді як комплемент зв'язки.
- Присвійний відмінок (присвійні займенники: my/mine, his, her(s), its, our(s), their(s), whose), вживається для граматичного позначення володаря[92][93]. Про те, чи слід вважати посесив відмінком, єдиної думки серед мовознавців немає.

Більшість англійських особових займенників мають п'ять форм:
- називний відмінок;
- непрямий відмінок;
- присвійний відмінок, який набуває детермінативної[en] (наприклад, my, our) або окремої незалежної форм (наприклад, mine, ours), за двома винятками: третя особа однини чоловічого роду та середнього родів it, у яких детермінативна й незалежна форми однакові (his car, it's his);
- окрема зворотна[en], або інтенсивна форма (наприклад, myself, ourselves).

Найбільше розмаїття форм у сучасній англійській системі займенників демонструє питальний особовий займенник who: він набуває визначені форми називного, непрямого та родового відмінків (who, whom, whose) та еквівалентно узгоджувані неозначені форми (whoever, whomever, and whosever).
Такі форми, як I, he і we вживаються для позначення суб'єкта (I kicked the ball), а такі форми, як me, him та us — для позначення додатка (John kicked me).

### Відмінювання
Іменники мають різні форми однини й множини, тобто вони відмінюються за граматичним числом; однина — book, множина — books. Крім того, деякі англійські займенники мають різні форми називного (його також називають суб'єктним) та непрямого (або об'єктивного) відмінків; тобто вони відмінюються, відображаючи свій зв'язок із дієсловом, прийменником або відмінком. Такий вигляд має, різниця між he (суб'єктний) і him (об'єктний): у He saw it (він це бачив) і It saw him (воно його бачило); аналогічно, суб'єктивній формі who відповідає об'єктна whom. Крім того, ці та деякі інші займенники мають чітко виражені присвійні форми, наприклад, his і whose. На відміну від них, іменники не мають чітко виражених форм називного й об'єктного відмінків: вони злиті в один простий відмінок. Наприклад, слово chair має ту сам форму і в реченнях, де воно є підметом (the chair is here — стілець тут), і в реченнях, де воно є прямим додатком (I saw the chair — я бачив стілець). Присвійність показується клітикою -'s, приєднаною до присвійного іменника, а не відмінюванням самого іменника.

## Заперечення
Як зазначалося вище в розділі «Дієслова», заперечення дієслова вказівного способу (або його частини) ставиться після допоміжного, модального або іншого «спеціального» дієслова, як-от do, can або be. Наприклад, речення I go перетворюється на заперечне за допомогою допоміжного дієслова do: I do not go (див. Do-підтримка). Якщо в стверджувальному реченні вже використовуються допоміжні дієслова (I am going), для заперечення речення (I am not going) інші допоміжні дієслова не додаються. До того, як склалася сучасна англійська мова, заперечення здійснювалося без додаткових допоміжних дієслів: I go not.
Більшість сполучень допоміжних дієслів із часткою not мають стягнені форми: don't, can't, isn't тощо. Заперечна форма дієслова can пишеться як одне слово: cannot. У разі інверсії підмета й дієслова, наприклад, у питаннях (див. нижче), підмет може ставитися після заперечної форми дієслова: Should he not pay? or Shouldn't he pay?
Інші елементи, як-от іменникові звороти, прикметники, прислівники, інфінітивні та дієприкметникові звороти тощо, можна заперечувати, ставлячи перед ними слово not: not the right answer, not interesting, not to enter, not noticing the train тощо.
Коли в реченні з'являються інші заперечні слова, як-от never, nobody тощо, заперечне not, на відміну від його еквівалентів у багатьох мовах, відкидається, наприклад, I saw nothing або I didn't see anything, але не I didn't see nothing: така конструкція можлива лише в нестандартному мовленні (див. статтю Подвійне заперечення). Такі заперечні слова, як правило, мають відповідні лексичні елементи негативної полярності (ever — never, anybody — nobody тощо), які можуть з'являтися в негативному контексті, але самі по собі не є негативними (і тому можуть вживатися після заперечення, не утворюючи подвійного заперечення).

## Структура речення
Типове речення складається з одного головного речення та іноді одного або кількох підрядних речень. Речення такої форми можна також з'єднувати в довші речення за допомогою сполучників (див. вище). Головне речення зазвичай містить підмет (іменниковий зворот) та присудок (дієслівну групу в термінології, що використовується вище, тобто дієслово разом із його доповненнями та комплементами). Підрядне речення також зазвичай містить підрядний сполучник, який його вводить (або, у випадку відносних речень, відносний е займенник або зворот, який містить такий займенник).

### Порядок слів
Порядок слів в англійській мові змінився з германського порядку «друге дієслово» (V2) на майже виключно «підмет — дієслово — додаток» (SVO). Порядок слів SVO у поєднанні з використанням допоміжних дієслів часто зумовлює утворення в центрі речення послідовностей із двох або більше дієслів підряд, наприклад: he had hoped to try to open it. У більшості англійських речень граматичні відносини визначаються лише порядком слів. Підмет передує дієслову, а додаток — слідує за ним. В англійській мові іноді зустрічається порядок «додаток — підмет — дієслово» (OSV), зазвичай у майбутньому часі або в противставленнях зі сполучником but, наприклад: Rome I shall see! (Я побачу Рим!), I hate oranges, but apples I'll eat! (Я ненавиджу апельсини, але я їстиму яблука!).

### Питання
Як і в багатьох інших західноєвропейських мовах, історично питання в англійській мові утворювалися шляхом інверсії підмета й присудка. Сучасна англійська мова дозволяє це лише для невеликої групи дієслів («спеціальних дієслів»), які складаються з допоміжних дієслів, а також форм сполучного дієслова be (див. статтю Перестанова підмет — допоміжне дієслово). Щоб утворити питання з речення, у якому немає такого допоміжного дієслова або сполучного дієслова, потрібно ввести допоміжне дієслово do (does, did), інвертувавши порядок слів (див. Do-підтримка). Наприклад:
- She can dance. → Can she dance? (інверсія підмета she та допоміжного дієслова can).
- I am sitting here. → Am I sitting here? (інверсія підмета I та зв'язки am).
- The milk goes in the fridge. → Does the milk go in the fridge? (спеціального дієслова в теперішньому часі немає; потрібне додаткове do).

Вищезазначене стосується питань, на які можна відповісти «так» або «ні», але інверсія відбувається також після інших питань, утворених за допомогою питальних слів, як-от where, what, how тощо. Виняток становить випадок, коли питальне слово є підметом або частиною підмета, у цьому випадку інверсія не відбувається. Наприклад:
- I go. → Where do I go? (питальне речення, утворене за допомогою інверсії, у якому в цьому випадку необхідна допоміжна частка do[110]).
- He goes. → Who goes? (інверсія не відбувається, оскільки питальне слово who є підметом[111]).

Інверсія не застосовується в непрямих запитаннях: I wonder where he is (а не …where is he). Непрямі запитання, які вимагають відповіді «так» або «ні», можна виразити за допомогою запитальних слів if або whether: Ask them whether / if they saw him.
Аналогічним чином утворюються заперечні питання; однак якщо дієслово, що піддається інверсії, має скорочення з часткою not, то можна інвертувати підмет разом із цим скороченням. Наприклад:
- John is going. (твердження).
- John is not going. / John isn't going. (заперечення зі скороченням і без нього).
- Isn't John going? / Is John not going? (заперечне питання зі скороченням і без нього).

### Підрядні речення
Синтаксис підрядного речення загалом такий самий, як і синтаксис незалежного речення, за винятком того, що підрядне речення зазвичай починається з підрядного сполучника або відносного займенника (або звороту, який їх містить). У деяких випадках, як уже було описано, сполучник або відносний займенник можна відкинути. Іншим типом підрядного речення без підрядного сполучника є умовне речення, утворене шляхом інверсії (див. нижче).

### Інші випадки використання інверсії
Структура речення з інвертованим підметом і присудком, що використовується для утворення питань, як описано вище, використовується також у стверджувальних реченнях певних типів. Це здебільшого відбувається, коли речення починається з прислівникових або інших фраз, які є переважно заперечними або містять такі слова, як only, hardly тощо: Never have I known someone so stupid; Only in France can such food be tasted.
В еліптичних реченнях (див. нижче) інверсія відбувається після so (у значенні also), а також після заперечного neither: so do I, neither does she.
Інверсія може також використовуватися для утворення умовних речень, що починаються з should, were (підрядний спосіб) або had, у такий спосіб:
- should I win the race (еквівалентно if I win the race);
- were he a soldier (еквівалентно if he were a soldier);
- were he to win the race (еквівалентно if he were to win the race, тобто if he won the race);
- had he won the race (еквівалентно if he had won the race).

Іноді зустрічаються й інші подібні форми, але вони є менш поширеними. Існує також конструкція з підрядним be, як-от be he alive or dead (що означає «незалежно від того, живий він чи мертвий»).
Використання інверсії для вираження імперативу третьої особи нині здебільшого обмежується виразом long live N, що означає «нехай N живе довго».

### Наказовий спосіб
В імперативному реченні (у якому міститься вказівка) зазвичай немає підмета в незалежному звороті: Go away until I call you. (Іди, поки я тебе не покличу). Однак для підкреслення можна включити підмет you: You stay away from me. ([Ти] тримайся подалі від мене).

### Еліптичні конструкції
В англійській мові можливі еліптичні конструкції багатьох типів, через що утворюються речення, у яких певні «зайві» елементи опускаються.
Найчастіше в англійській мові зустрічаються такі еліптичні форми:
- Короткі висловлювання у формі I can, he isn't, we mustn't. Тут дієслівний зворот скорочується до одного допоміжного або іншого «спеціального» дієслова, яке за необхідності заперечується. Якщо в оригінальній дієслівній фразі немає спеціального дієслова, воно замінюється на do/does/did: he does, they didn't.
- Речення, у яких опущено дієслово, зокрема такі, як me too, nor me, me neither. Останні форми вживаються після заперечних висловлювань (еквіваленти, що містять дієслово: I do too або so do I; I don't either або neither do I).
- Розділові запитання[en], утворені за допомогою спеціального дієслова та займенника-підмета: isn't it?; were there?; am I not?

## Історія англійських граматик
Першою опублікованою граматикою англійської мови була брошура Pamphlet for Grammar 1586 року, написана Вільямом Буллокаром. Він мав на меті продемонструвати, що англійська мова є такою ж правилами, як і латинська. За зразком граматики Буллокара Вільям Ліллі в 1934 році написав Rudimenta Grammatices. У 1540 році, після додання ще кількох частин, цей твір сформувався остаточно. У 1542 році Генріх VIII затвердив його як єдиний підручник латинської граматики, який мав використовуватися у сфері освіти. З правками й доповненнями цей підручник використовували понад триста років.
Буллокар написав свою граматику англійською мовою і використовував власноруч винайдений «реформований правопис», але протягом більшої частини століття завдяки зусиллям Буллокара підручники з англійської граматики писали латиною, особливо в наукових колах. Останньою англійською граматикою, написаною латиною, була Grammatica Linguae Anglicanae Джона Валліса (1685). Навіть на початку XIX століття автор однієї з найпоширеніших граматик того часу Ліндлі Мюррей, доводячи, що граматичні відмінки в англійській мові відрізняються від давньогрецьких і латинських, мусив цитувати «авторитетів граматики».
Частини мови в англійській мові базуються на латинських та грецьких частинах мови. Деякі правила англійської граматики запозичені з латинської мови — наприклад, вважається, що Джон Драйден створив правило, згідно з яким речення не можуть закінчуватися прийменником, оскільки вони не закінчуються прийменниками в латинській мові. Правило про заборону розщеплення інфінітивів було запозичене з латинської мови, оскільки в латинській мові інфінітиви не розщеплюються.